# Forum Diuguntorum
Forum Diuguntorum o forse Forum Iuguntorum (altre possibili denominazioni: Forum Iutuntorum, Forum Dinguntorum, Pizus Dinguntorum) (in greco antico: Φόρος Διουγουντῶν ἤ Ἰουγουντῶν?, Ptol. 3.1.31) fu una città della Gallia Transpadana, citata da Tolomeo, che la colloca nel territorio dei Cenomani, a sud ovest di Bergomum (Bergamo). La localizzazione rimane attualmente sconosciuta.

## La storia
La città in passato è stata identificata talvolta con Crema o con Pizzighettone, secondo la derivazione: Pizus Iuguntorum, Pizus Dinguntorum. Il toponimo è stato attribuito anche al cosiddetto "distretto dei Diugunti" (una tribù o un complesso di popolazioni celtiche), un vasto organismo amministrativo che tra il VI e il II secolo a.C., abbracciava tutta la pianura compresa fra le propaggini delle montagne a settentrione, e il Po e fra l'Adda a ovest e l'Oglio a est.